# El Mirage
El Mirage és una població dels Estats Units a l'estat d'Arizona. Segons el cens del 2007 tenia 26.431 habitants.

## Demografia
Segons el cens del 2000, El Mirage tenia 7.609 habitants, 2.121 habitatges, i 1.737 famílies La densitat de població era de 303,8 habitants/km².
Dels 2.121 habitatges en un 48,8% hi vivien nens de menys de 18 anys, en un 55,3% hi vivien parelles casades, en un 17,7% dones solteres, i en un 18,1% no eren unitats familiars. En el 13% dels habitatges hi vivien persones soles el 3,7% de les quals corresponia a persones de 65 anys o més que vivien soles. El nombre mitjà de persones vivint en cada habitatge era de 3,59 i el nombre mitjà de persones que vivien en cada família era de 3,87.
Per edats la població es repartia de la següent manera: un 36,8% tenia menys de 18 anys, un 14,1% entre 18 i 24, un 28,6% entre 25 i 44, un 13,8% de 45 a 60 i un 6,6% 65 anys o més.
L'edat mediana era de 25 anys. Per cada 100 dones de 18 o més anys hi havia 105 homes.
La renda mediana per habitatge era de 33.813 $ i la renda mediana per família de 33.468 $. Els homes tenien una renda mediana de 25.176 $ mentre que les dones 19.192 $. La renda per capita de la població era de 10.342 $. Aproximadament el 12,6% de les famílies i el 15,9% de la població estaven per davall del llindar de pobresa.

## Poblacions més a prop
El següent diagrama mostra les poblacions més a prop.